# Force aérienne royale jordanienne
La Force aérienne royale jordanienne ou Royal Jordanian Air Force (RJAF) est la composante aérienne des forces armées de la Jordanie.

## Bases aériennes

Officier américain et jordanien

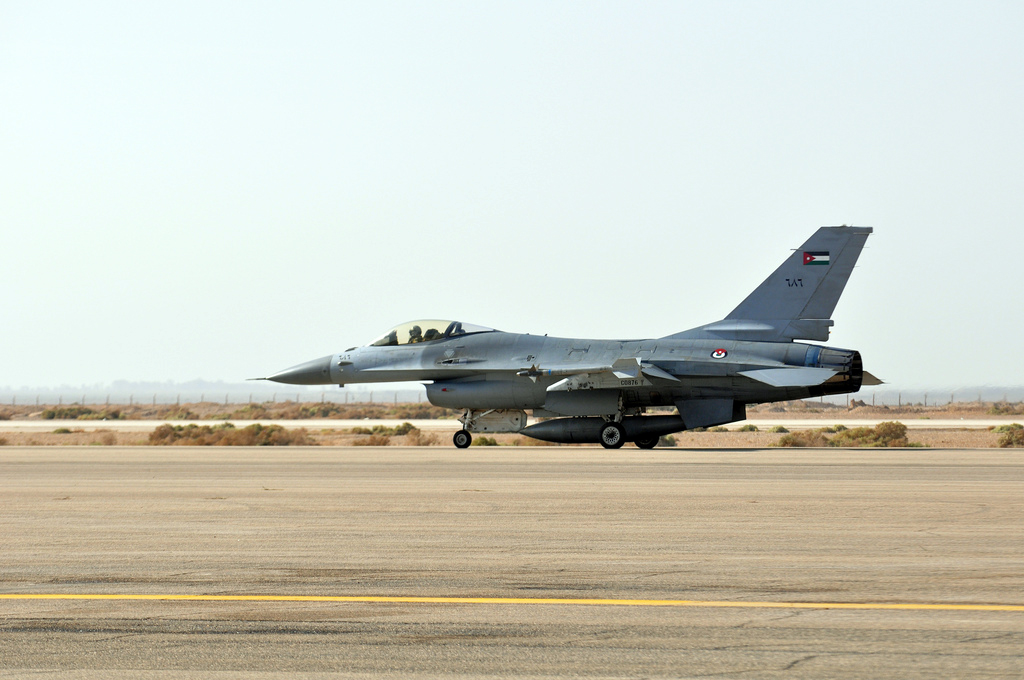
F-16 Fighting Falcon

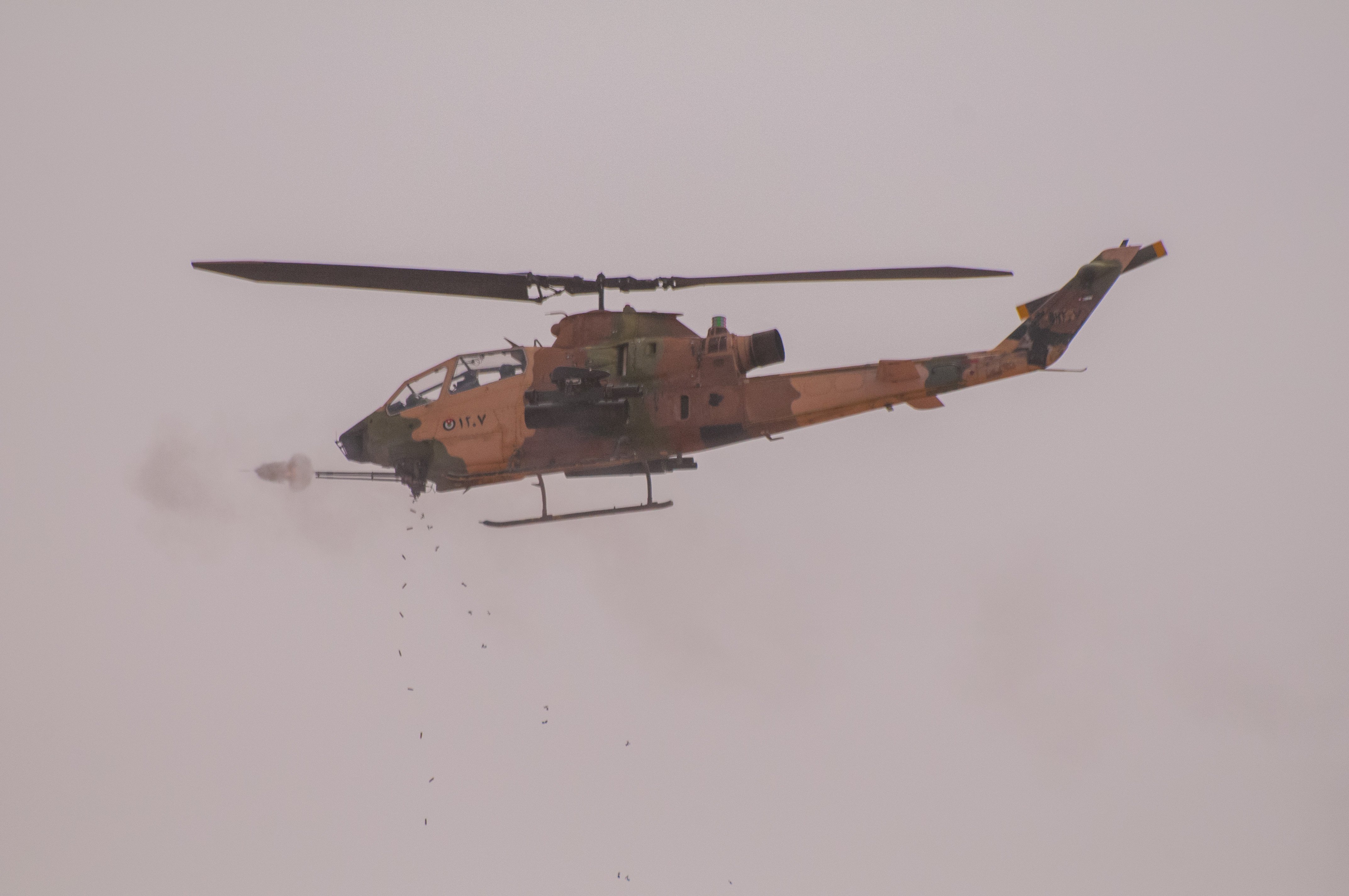
AH-1F de la Royal Jordanian Air Force

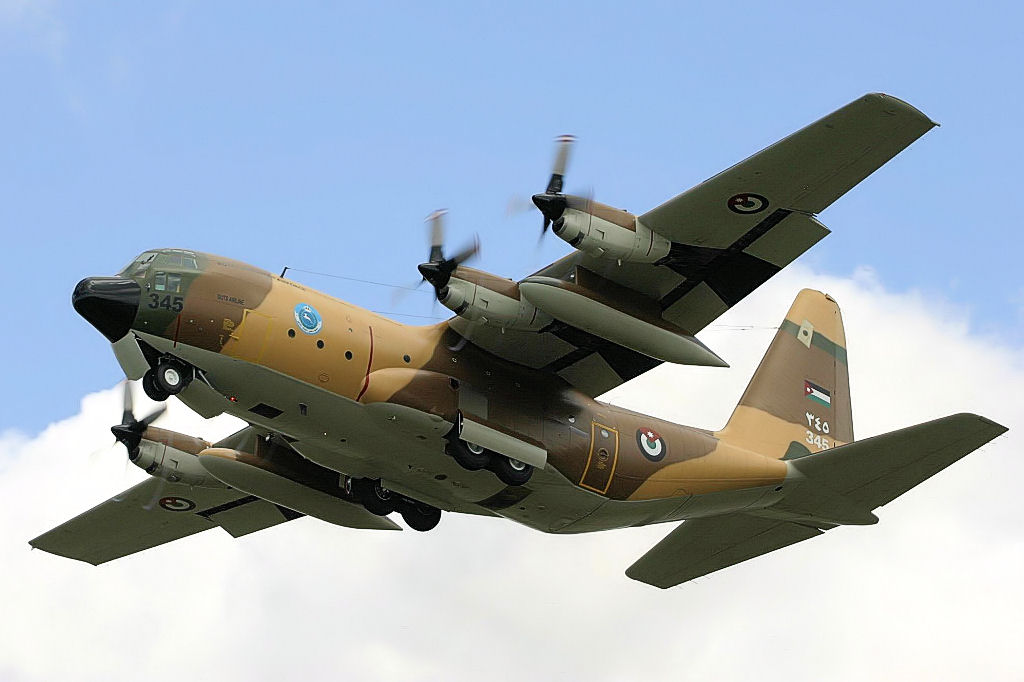
C-130 Hercules

En 2024, la RJAF possède huit bases aériennes opérationnelles :
- King Abdullah Air Base à Amman
- King Hussein Air College à Mafraq
- Prince Hassan Air Base - H5 à Safawi
- Muwaffaq Salti Air Base à Azraq
- Ruwaished Air Base - H4 à Ruwaished
- King Abdullah II Air Base à Zarqa
- Zarqa Air Base à Zarqa
- King Faisal Air Base à Al-Jafr

## Unités
En 2024, la force aérienne jordanienne est composée des unités suivantes,:

## Aéronefs en service
Les appareils en service en 2022 sont les suivants:
| Aéronefs                              | Origine          | Type                                        | En service      | Versions                      | Notes |
| Avion de combat                       | Avion de combat  | Avion de combat                             | Avion de combat | Avion de combat               | Avion de combat |
| ------------------------------------- | ---------------- | ------------------------------------------- | --------------- | ----------------------------- | --- |
| General Dynamics F-16 Fighting Falcon | États-Unis       | Avion de combat multirôle                   | 41150           | F-16AMF-16BMF-16C/D           | 79 au total fin 2017 dont 25 ex-belges et 15 ex-néerlandais 12 F-16C/D Block 70 ont été commandés en 2022                                                                   |
| Attaque au sol                        |                  |                                             |                 |                               | |
| Air Tractor AT-802                    | États-Unis       | Avion de reconnaissance et d'attaque au sol | 462             | AT-802UAT-802i Block 2AT-802F | Les versions Block 2 sont en cours de modernisation au standard Block 4 par la société IOMAX 2 exemplaires AT-802F pour la lutte contre les incendies ont été livré en 2023 |
| CASA CN-235                           | Espagne          | Avion d'appui                               | 2               | AC-235                        | Récemment remis en service au sein du 32ème Squadron |
| Avion de transport                    |                  |                                             |                 |                               | |
| Cessna 208 Caravan                    | États-Unis       | Avion de transport / surveillance           | 6               | Cessna 208BCessna 208B EX     | Équipés de caméras infrarouge pour les missions de reconnaissance |
| Lockheed C-130 Hercules               | États-Unis       | Avion de transport                          | 7               | C-130H                        | |
| PZL M28 Skytruck                      | Pologne          | Avion utilitaire                            | 2               |                               | 1 modifié pour la Guerre électronique |
| Iliouchine Il-76                      | Union soviétique | Avion de transport                          | 1               | Il-76TD                       | [ 6 ] |
| Avion d'entraînement                  |                  |                                             |                 |                               | |
| Grob G 120A                           | Allemagne        | Avion d'entraînement                        | 13              | G 120TP                       | 3 exemplaires crashés sur les 16 commandés; l'un en Décembre 2017, un en Juin 2022 et un en Février 2024                                                                    |
| Pilatus PC-21                         | Suisse           | Avion d'entraînement avancé                 | 12              |                               | Remplacent les C-101 Aviojet, 8 PC-21 en juin 2018 |
| Hélicoptère                           |                  |                                             |                 |                               | |
| Sikorsky UH-60 Black Hawk             | États-Unis       | Hélicoptère de transport                    | 816             | UH-60AUH-60LUH-60M            | 4 UH-60M utilisés pour le transport de VIP 4 UH-60M commandés en Août 2024 seront livrés en 2027 avec une capacité d'emport d'armement                                      |
| Bell AH-1 Cobra                       | États-Unis       | Hélicoptère de combat                       | 15 11           | AH-1FAH-1F (SES)              | Les AH-1F (SES) sont des versions améliorés capables d'emporter des missiles Hellfire                                                                                       |
| Robinson R44                          | États-Unis       | Hélicoptère d'entraînement                  | 15              | R44 II                        | |
| Bell 505 Jet Ranger X                 | États-Unis       | Hélicoptère d'entraînement                  | 10              |                               | Remplacement des R44 II, 10 exemplaires commandés en 2022 |
| Hughes MD 500 Defender                | États-Unis       | Hélicoptère d'attaque léger                 | 60              | MD 530FFAH 530 Block II       | 6 exemplaires AH 530 Block II commandés en Août 2023 qui devront être livrés dès 2024                                                                                       |
| Aérospatiale AS332 Super Puma         | France           | Hélicoptère de transport/SAR                | 6               | AS332M-1                      | 3 transférés à la Force aérienne du Bénin en Juin 2023 |
| Eurocopter EC635                      | Union européenne | Hélicoptère de transport et d'attaque       | 3               | EC635T1EC635T2i               | |
| Sikorsky S-70                         | États-Unis       | Hélicoptère de transport                    | 5               | S-70A-11                      | Utilisés pour le transport de VIP |
| Mil Mi-26                             | Russie           | Hélicoptère de transport lourd              | 4               | Mi-26T2                       | Premier livré en 2018[réf. souhaitée] |
| AgustaWestland AW139                  | Italie           | Hélicoptère de transport/SAR                | 3               |                               | 2 utilisés pour des missions SAR et 1 utilisé pour le transport de VIP |
| Aérospatiale AS350 Écureuil           | France           | Hélicoptère léger                           | 1               | AS350B3                       | Utilisé pour des vols de prises de vues aériennes |
| Drone                                 |                  |                                             |                 |                               | |
| Camcopter S-100                       | Autriche         | Drone hélicoptère de reconnaissance         | 12              |                               | [ 9 ] |
| Jadara UAV Shaheen                    | Chine/ Jordanie  | Drone d'attaque et de reconnaissance        | Inconnu         |                               | Inspiré du CASC FH-95 chinois et présenté pour la première fois au cours d'un défilé militaire en juin 2024                                                                 |

## Aéronefs retirés du service
Liste des aéronefs ayant été retirés du service de la Force aérienne royale jordanienne, celle-ci inclut les avions détruits et vendus.
| Aéronefs                              | Origine          | Type                        | Nombre          | Versions                                        | Notes |
| Avion de combat                       | Avion de combat  | Avion de combat             | Avion de combat | Avion de combat                                 | Avion de combat |
| ------------------------------------- | ---------------- | --------------------------- | --------------- | ----------------------------------------------- | --- |
| de Havilland Vampire                  | Royaume-Uni      | Avion de combat multirôle   | 1103101         | Mk6Mk9Mk11Mk52Mk55                              | |
| Hawker Hunter                         | Royaume-Uni      | Avion de combat multirôle   | 372 31211312    | Mk6Mk7Mk10Mk58 Mk66BMk66CMk67Mk70Mk73Mk73AMk73B | |
| Lockheed F-104 Starfighter            | États-Unis       | Avion de chasse             | 224             | F-104AF-104B                                    | |
| Northrop F-5 Freedom Fighter          | États-Unis       | Avion de combat multirôle   | 186213          | F-5BF-5EF-5F                                    | |
| Dassault Mirage F1                    | France           | Avion de combat multirôle   | 217117          | F1BJF1CJF1DJF1EJ                                | Plusieurs achetés de seconde main. Stockés en 2010. Draken International réceptionne 25 des 26 appareils restants partir de 2020. |
| General Dynamics F-16 Fighting Falcon | États-Unis       | Avion de combat multirôle   | 1142            | F-16AF-16AMF-16BF-16BM                          | |
| Avion de transport                    |                  |                             |                 |                                                 | |
| de Havilland DH.104 Dove              | Royaume-Uni      | Avion de transport          | 42              | Dove 1Dove 7                                    | |
| Fairchild C-119 Flying Boxcar         | États-Unis       | Avion de transport          | 4               | C-119K                                          | |
| Lockheed C-130 Hercules               | États-Unis       | Avion de transport          | 431             | C-130BC-130EC-130H                              | |
| Boeing 727                            | États-Unis       | Avion de ligne              | 1               | 727-30727-2U5                                   | |
| CASA C-212 Aviocar                    | Union européenne | Avion de transport          | 7               | C-212                                           | |
| Ilyushin Il-76 'Candid'               | Union soviétique | Avion de transport          | 2               | Il-76MF                                         | Vendus à l'Armée de l'air égyptienne en 2019                                                                                      |
| Antonov An-12 'Cub'                   | Union soviétique | Avion de transport          | 21              | An-12BAn-12BP                                   | |
| Antonov An-32 'Cline'                 | Union soviétique | Avion de transport          | 1               | An-32B                                          | |
| Avion d'entraînement                  |                  |                             |                 |                                                 | |
| Scottish Aviation Bulldog             | Royaume-Uni      | Avion d'entraînement        | 13              | Bulldog 125                                     | |
| Cessna T-37 Tweet                     | États-Unis       | Avion d'entraînement        | 18              | T-37B                                           | |
| CASA C-101 Aviojet                    | Espagne          | Avion d'entraînement avancé | 21              | C-101CC                                         | |
| BAe Systems Hawk                      | Royaume-Uni      | Avion d'entraînement avancé | 13              | Hawk Mk63                                       | |
| Hélicoptère                           |                  |                             |                 |                                                 | |
| Sud-Aviation SA316 Alouette III       | France           | Hélicoptère de transport    | 15              | SE3160                                          | |
| Sud-Aviation SA340/341/342 Gazelle    | France           | Hélicoptère léger           | 8               | SA342                                           | |
| Bell AH-1 Cobra                       | États-Unis       | Hélicoptère d'attaque       | 8               | AH-1F                                           | |
| Sikorsky S-76                         | États-Unis       | Hélicoptère de transport    | 22              | S-76A                                           | |
| Hughes MD 500                         | États-Unis       | Hélicoptère d'attaque       | 106             | H500DH500E                                      | |
| Aérospatiale AS350 Écureuil           | France           | Hélicoptère léger           | 7               | AS350B3                                         | |